# Kościół Najświętszej Trójcy w Twardoszynie
Kościół Najświętszej Trójcy (słow. Kostol Najsvätejšej Trojice) – rzymskokatolicka świątynia znajdująca się w słowackim mieście Twardoszyn, w diecezji żylińskiej.

## Historia
Budowę trójnawowego kościoła rozpoczęto 25 maja 1766 i ukończono w 1770 roku, konsekracja miała miejsce 2 czerwca 1770, w święto Trójcy Świętej. Dekorację malarską świątyni wykonał Karol Mayer. Późnobarokowy ołtarz główny powstał za sprawą proboszcza z lat 1755–1796, Pavola Bernoláka. Pod koniec XVIII wieku na dziedzińcu na północ od świątyni ustawiono kolumnę maryjną i piaskowcową figurę św. Jana Nepomucena. Pierwotnie wieża nakryta była hełmem cebulastym, który został zniszczony przez pożar. Obecny hełm powstał powstał po odbudowie w 1900 roku. W 1929 i 2008 roku odmalowano elewacje. W 1989 w świątyni zainstalowano organy z warsztatu Rieger-Kloss, przeniesione z kościoła św. Marcina w Murze w Pradze.